# 徐青 (政治人物)
徐青（1926年—2019年5月10日），男，浙江余姚人，中华人民共和国政治人物，高级工程师，曾任中纪委委员、副书记。

## 生平
肄业于上海交通大学。1952年加入中国共产党。
先后担任中国铁道部主任工程师，铁道部副处长；国务院港口建设领导小组办公室负责人；国家建设委员会交通局副局长，非工业局副局长，国土局局长；国家计委国土局局长，国家计委委员，国家计委副主任，国家计委党组纪律检查组组长；监察部副部长，中纪委原副书记。